# ダリオ・フォ
ダリオ・フォ（伊: Dario Fo、1926年3月24日 - 2016年10月13日）は、イタリアの劇作家、演出家、俳優、舞台美術家。
風刺喜劇において多くのヒット作を出した。
俳優、作家のヤコポ・フォは息子。

## 概要

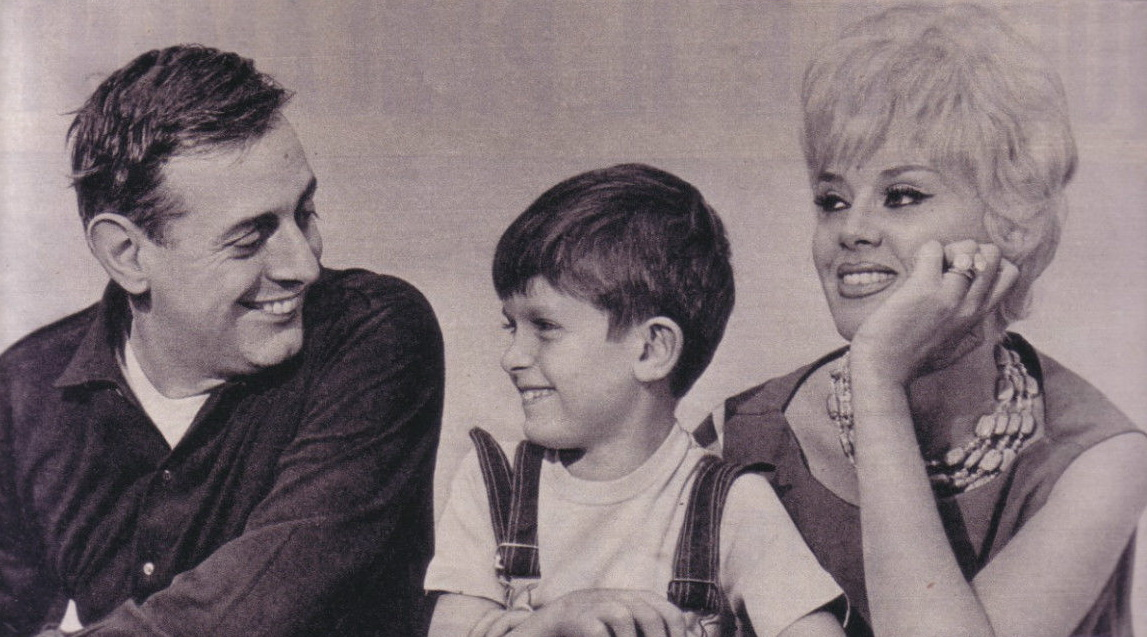
ダリオ・フォ、妻フランカ・ラーメ、息子ヤコポ（:it:Jacopo Fo）、1962年

ロンバルディア州ヴァレーゼ県サンジャーノ生まれ。1940年ミラノに移住し、ブレラ美術館のアカデミーで建築学を学ぶ。レジスタンス運動に身を投じ、サロ政権に捕虜として捕らわれながら脱出した経験もある。
1951年に女優のフランカ・ラーメ（it:Franca Rame）と出会い(1954年に入籍)、同じ年にRAI（イタリア放送協会）のラジオドラマに出演したのを切っ掛けに以後の俳優のキャリアをスタートする。1953年に時の政権と教会を風刺した "Il dito nell'occhio"（「目に指を」）を発表、興行的には成功するものの興行主とはトラブルを起こし不遇を囲う。1955年にローマの映画プロダクションに移り、ディノ・デ・ラウレンティスを始めとした多くの映画作品の脚本を手がける。同年には長男ヤコポが誕生している。1959年にミラノに戻ってダリオ・フォ＆フランカ・ラーメ劇場を旗揚げ、以後の活動の拠点とする。
1960年に"it:Gli arcangeli non giocano a flipper"（「天使たちはピンボールをしない」）が大ヒット、この成功に気をよくして翌1961年スウェーデンとポーランドへ初の海外巡業を行う。1962年にはRAIのクイズ番組に出演し政治家とマフィアの癒着を番組中で指摘したところ、脅迫されて番組を降板。以後15年にわたってRAIから干されることになった。またイタリア共産党のイベントを手がけていたことから右翼の襲撃も受ける。1967年にはベトナム戦争とケネディ大統領暗殺事件をめぐる言動でアメリカ合衆国から入国を拒否された。その一方でプラハの春を支持したことから東側からも興行を拒否される憂き目に遭う。1968年にはイタリア共産党との間で齟齬が起き、ラーメが共産党を脱党する。1969年に「滑稽なミステリー」(it:Mistero Buffo、ミステーロ・ブッフォ)を発表、中世喜劇のモノローグを巧く時事風刺に絡めたことから大好評を得、多くの後進に影響を与えた。
1970年代に入ってもフォとラーメは風刺作品を発表し続け、パレスチナ解放機構を支持してメンバーを舞台俳優に起用したり、チリのサルバドール・アジェンデ政権を打倒したチリ・クーデターの抗議デモに参加して逮捕されている。1975年に訪中、翌年には久々にRAIの番組に出演しバチカンの不興を買う。1978年にイーゴリ・ストラヴィンスキーの『兵士の物語』を翻案した「戦士の物語」(La storia di un soldato)を発表、成功を収める。
1981年にニューヨークのイタリア演劇フェスティバルに招かれ、その後もしばしば訪米。1989年には天安門事件に抗議する一方でコメディ・フランセーズでの上演を果たす。1992年、ネーデルランド歌劇場のオペラ『セビリアの理髪師』を演出。1997年には多年の風刺喜劇に対する実績を評されてノーベル文学賞を受賞した。
2000年3月、フォンターナ広場爆破事件の容疑者で日本に帰化していたデルフォ・ゾルジの身柄引き渡しを求める公開のアピール文を、小渕恵三総理大臣あてに送付、翌4月の国会質疑でも採り上げられた。2006年にはミラノ市長選に共産主義再建党の支持を得て出馬したものの落選している。2007年、ドキュメンタリー映画「ZERO: 9/11の虚構」に出演、アメリカ同時多発テロ事件の独立調査委員会公式報告について疑問を述べた。
2013年に妻フランカと死別。その後も活動を続け、2016年にミラノの病院で死去した。

## 日本での作品上演[4][5]
- 1983年 劇団黒テント『虎物語』ダリオ・フォ作
- 1986年 劇団民藝『払えないの？払わないのよ！』（原題"it:Non si paga, non si paga!" ）ダリオ・フォ作、高田和文訳、伊藤孝雄・樫山文枝主演　2001年再演
- 1987年 劇団民藝『クラクションを吹きならせ！』（原題"Clacson, trombette e pernacchi"）ダリオ・フォ作
- 1994年 劇団ドラマスタジオ『天使たちがくれた夢は・・・？』（原題"Gli arcangeli non giocano a flipper"）ダリオ・フォ作、高田和文訳　1998年再演
- 1998年 世田谷パブリックシアター『女がひとり』『よくある話』ダリオ・フォ作
- 2001年 シアターΧ『泥棒もたまには役に立つ』『開かれたカップル』ダリオ・フォ作、高田和文訳、井田邦明演出
- 2002年 シアターΧ『アナーキストの事故死』（原題"it:Morte accidentale di un anarchico"）ダリオ・フォ作、高田和文訳、井田邦明演出
- 『アナーキストの事故死』プログラム 高田和文訳 シアターX 2002.9. ブックレットXシリーズ シアターXイタリア現代演劇シリーズ ダリオ・フォーのびっくり箱 第2弾

## 関連文献

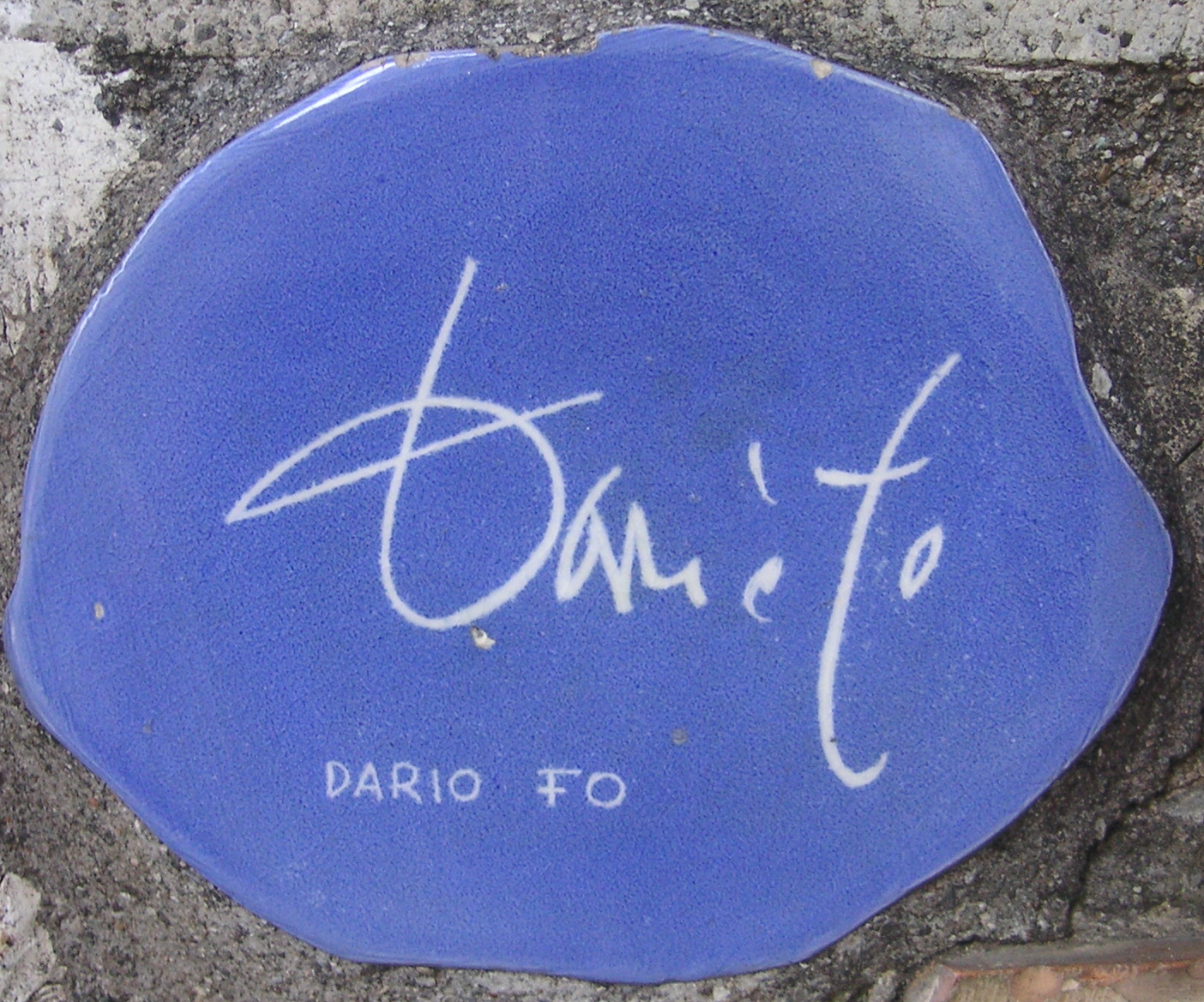
タイルに焼き付けられたフォの署名、リグーリア州アラッシオ

- 田之倉稔「演劇は政治的手段たりうるか--ダーリオ・フォーの道化世界」『テアトロ』374号、1974年4月
- 高田和文「民衆演劇への視角―ダリオ・フォーの『ミステーロ・ブッフォ』」『日伊文化研究』第25号、1987年
- 「ローマ法王、警察、聖書を茶化したノーベル文学賞『ダリオ・フォ』の反権力」『週刊新潮』1997年10月30日号
- 高田和文「ダリオ・フォーと現代イタリアの劇文学」『ユリイカ』1月号、1998年
- 「ダリオ・フォー喜劇集」高田和文訳、ジョヴァンニ・デサンティス監修、松籟社 2023年